# نواف التمياط
نواف التمياط لاعب كرة قدم سعودي سابق، ورئيس الاتحاد السعودي المؤقت لكرة القدم . وهو نواف بندر محمد التمياط من مواليد 28 يونيو 1976، لعب مع نادي الهلال السعودي ومنتخب السعودية لكرة القدم، وهو متزوج وله ثلاث بنات وولد منيفة، نوف، لانا، بندر.
وهو أيضًا من عائلة رياضية جدًا، حيث أن شقيقاه اللذان يكبرانه عمرًا، صفوق التمياط ومحمد التمياط سبق لهما تمثيل نادي الهلال أختير نواف التمياط في عام 2000 كأفضل لاعب في آسيا  وحصل في نفس العام على لقب أفضل لاعب عربي  وأيضاً أفضل لاعب في الدوري السعودي، وذلك بعد مساهمته في وصول المنتخب السعودي للمباراة النهائية في كأس آسيا 2000 وفي فوز ناديه الهلال ببطولة آسيا للأندية في نفس العام ، ولكن في الفترة ما بين 2001 و2004 عانى من الكثير من الإصابات الخطيرة المتتالية كان أكثرها تأثيرًا على مسيرته هي إصابته القوية الأولى التي أصيب فيها بالرباط الصليبي وجلس فترة طويلة للعلاج ومن بعد ذلك توالت عليه الإصابات التي أثرت كثيرًا بتواجده ومشاركته مع فريقه ومنتخب بلاده.
و قد شارك نواف التمياط مع منتخب السعودية لكرة القدم في أول مباراة دولية له مع منتخب ناميبيا لكرة القدم في مايو 1998 ، ولعب في كأس العالم لكرة القدم 1998 وكأس العالم لكرة القدم 2002 وكأس العالم لكرة القدم 2006، وقد لعب مع منتخب السعودية لكرة القدم 55 مباراة دولية.
كما حصل مع الهلال السعودي على بطولة آسيا للأندية أبطال الدوري عام 2000 م وقاد الفريق للتأهل لكأس العالم للأندية عندما فاز الهلال بكأس السوبر الآسيوية عام 2000، كما حصل مع الهلال على كأس الكؤوس الآسيوية عام 2002 م.
وفي يوم 27 أغسطس 2008 م، أعلن نواف التمياط اعتزاله لكرة القدم نهائياً، وقال بأنه اعتزل بسبب الظروف الخاصة التي يمر بها ومنها عدم جهوزيته طبيًا ، وقد كشف عن اعتزاله في برنامج في المرمى عبر قناة العربية، وقال التمياط بأنه اتخذ قرار الاعتزال في نهاية موسم 2007/2008 ، وقال كوزمين أولاريو مدرب نادي الهلال وقتها بأنه تفاجئ باعتزال التمياط وقال بأنه يحترم قراره، وهو يعتبر اعتزال التمياط خسارة للفريق لأنه كان منضبط ويوجه اللاعبين في الفريق وإنه كان يعتبر التمياط كالمحترف الأوروبي في الفريق ، ونفى التمياط بأن يكون سبب اعتزاله خلافاته مع سامي الجابر ، وسيعقد التمياط مؤتمرًا صحفيًا ليوضح أسباب الاعتزال ، وطالب زملاء التمياط في نادي الهلال ياسر القحطاني ومحمد الشلهوب بالرجوع عن الاعتزال. أقيمت مباراة اعتزاله في 2 يناير 2010 مع فريق انتر ميلان الإيطالي الذي حضر بكامل نجومه.
و بعد اعتزاله أخذ اللاعب الشاب عبد العزيز الدوسري رقمه رقم 11، وقال التمياط بأنه سعيد لأن الدوسري لاعب موهوب وذو كفاءة فنية وأخلاق عالية ، وقال عبد العزيز الدوسري بأن شرف له بأن يرتدي قميص نواف التمياط ويكون خليفته.

## إنجازاته
حصل على العديد من الإنجازات مع نادي الهلال ومنتخب السعودية لكرة القدم.
مع الهلال
- الدوري السعودي خمسة مرات : 1996 و1998 و2002 و2005 و2008.
- كاس ولي العهد ثلاث مرات : اعوام 2000، 2003، 2006
- كأس الاتحاد سابقًا (بطولة الأمير فيصل) ثلاث مرات : أعوام 1996، 2000، 2006
- بطولة الأندية الآسيوية مرة واحدة : 2000
- كأس الكؤوس الآسيوية مرتين: 1997 و2002
- كأس السوبر الأسيوية مرتين : 1997 و2000
- كأس الأندية العربية أبطال الدوري مرة واحدة : عام 1996
- كأس الأندية العربية أبطال الكوؤس مرة واحدة : عام 2000
- كأس النخبة العربية مرة واحدة : عام 2001
- كأس السوبر المصري مرة واحدة 2001
- كأس الصداقة الدولية مرة واحدة عام 2000
- كأس الأندية الخليجية مرة واحدة : عام 1998
- كأس المؤسس مرة واحدة : عام 2000
- نهائي كأس السوبر الآسيوي : 2002

//حقق السداسية الهلالية عام 2000 وكان هو اللاعب السوبر في ذلك العام وله الفضل الكبير بعد الله في تحقيق الإنجاز الكبير.
//ويعتبر اللاعب الوحيد مع ناديه الذي حقق جميع البطولات الخارجية ((بجميع مسمياتها))ولن يتكرر هذا الإنجاز لأن نصف البطولات الخارجية دمجت مع بعضها.
مع المنتخب
- كأس العرب مرة واحدة : 1998م
- نهائي كأس آسيا 2000م
- نهائي كأس الافرواسيويه 99م
- المركز الرابع بكأس القارات بالمكسيك عام 1999م
- شارك بتأهل المنتخب السعودي 3 كؤوس عالم 1998 و2002 و2006

إنجازاته الشخصية

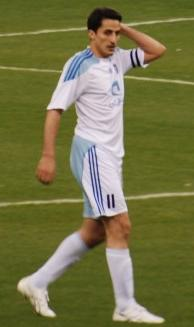
نواف التمياط في مباراة إعتزاله أمام إنتر ميلان 2010

- أفضل لاعب في كأس السوبر الآسيوية : 2000م
- أفضل لاعب في كأس السوبر الآسيوية : 2002م
- أفضل لاعب كأس الأندية الآسيوية : 2000م
- أفضل لاعب في البطولة الخليجية للأندية : 2000م
- أفضل لاعب آسيوي : 2000م
- أفضل لاعب عربي : 2000م
- أفضل لاعب سعودي : 2000م
- أفضل لاعب آسيوي لشهر ديسمبر لعام 2000م
- سفير الكرة العربية عام 2000م
- حصد جميع الألقاب المتاحة من جوائز رسمية وغير رسمية من صحف واستفتاءات قنوات.. الخ عام 2000م
- اعتُبِر أفضل لاعب بالمنتخب السعودي بكأس العالم 2002م من خلال الوكالة الفرنسية
- تم اعتزاله على طلبه بعد أن عانى من إصابات بتاريخ 2\1\2010

## ما بعد الاعتزال
بعد أن أعلن الاعتزال رسميًا عن اللعب بالمستطيل الأخضر، وقع اللاعب مع مجموعة قنوات الجزيرة الرياضية للمشاركة بها كمحلل للمباريات التي تنقلها القناة، وقد شارك بالفعل في تحليل عدة مباريات ومناسبات من أبرزها كأس الخليج التاسعة عشر بعمان، والتصفيات المؤهلة لكأس العالم، إضافة لمباريات كأس العالم 2010 م بجنوب أفريقيا.
ومباريات الدوري الأسباني ودوري أبطال أوروبا وقد أجاد في عمله الجديد حسب إشادات من مسئولي القناة أو حتى زملاء له بالتحليل. تم ضمه عضواً في الاتحاد السعودي لكرة القدم ضمن لجنة «اللعب النظيف» ثم نائباً لرئيس الاتحاد السعودي لكرة القدم.

## روابط خارجية
- نواف التمياط على موقع الاتحاد الدولي (مؤرشف)  (الإنجليزية)
- نواف التمياط على موقع قاعدة بيانات كرة القدم.إي يو (الإنجليزية)
- نواف التمياط على موقع ناشيونال فوتبول تيمز (الإنجليزية)
- نواف التمياط على موقع Soccerway.com (الإنجليزية)
- منتديات نواف التمياط (نسخة مؤرشفة)